# رنكة

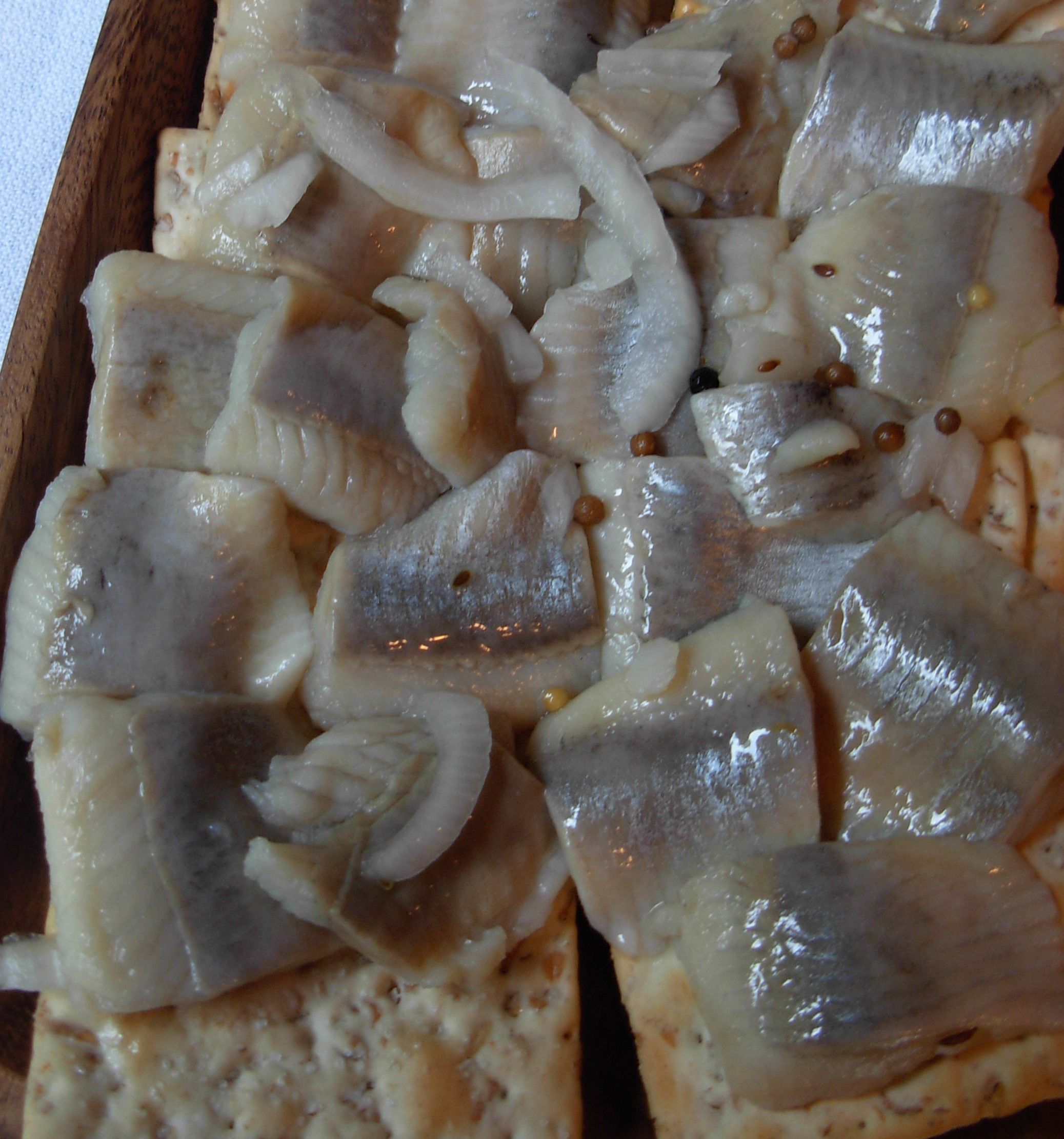
رنجة مخللة

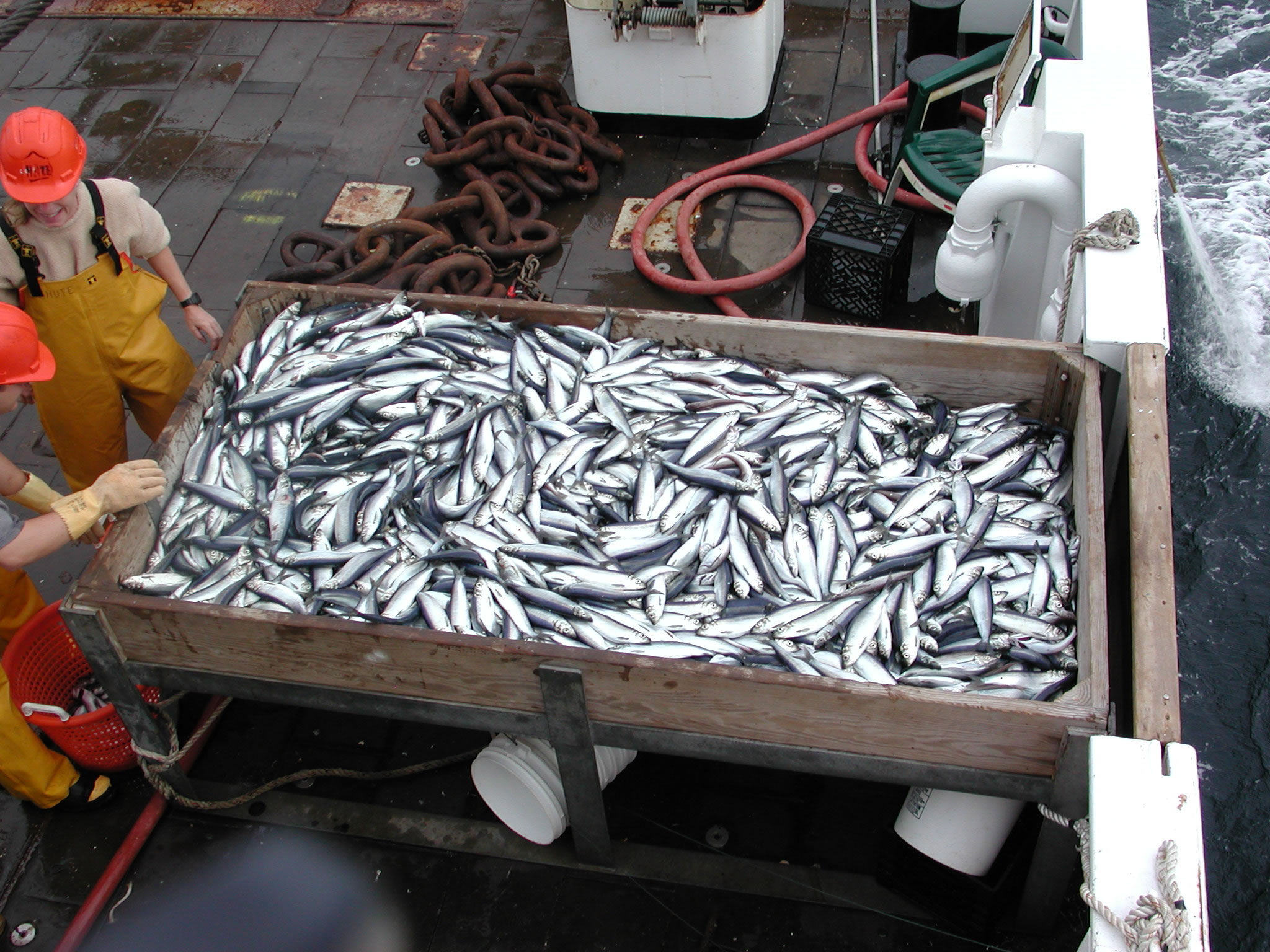
صيد الرنجة بكميات تجارية

الرنكة أو الرَّنْجَة أو الرِّنجة هي جنس من الأسماك يتبع الفصيلة الرنكات من رتبة الصابوغيات. سمكة الرنجة هي سمكة صغيرة تعيش عادة في المياه الضحلة المعتدلة الحرارة بشمال المحيط الأطلنطي، وبحر البلطيق والبحر المتوسط، ويوجد 15 رتبة لسمك الرنجة، أكثرها عددا رنجة الأطلنطي.

## مصدر غذائي
من أكثر الكائنات الحية تغذيا على الرنجة الدلفين والفقمة والقرش والسلمون وسمك التونة والحوت والطيور وكذلك الإنسان، وبعض الشعوب كالشعب المصري تكثر من أكل الرنجة خصوصا في العيد المصري القديم من أيام الفراعنة عيد شم النسيم[بحاجة لمصدر].

## الرنجة المدخنة
يعد الشعب المصري أشهر آكلي الرنجة المدخنة بين شعوب العالم حيث يوجد عندهم يوم عيد يسمى (شم النسيم)، وفي هذا اليوم يخرج جميع المصريين إلى الحدائق وبجانب نهر النيل لكى يحيوا ذكرى يوم شم النسيم على نهج أجدادهم الفراعنة ويكون الطبق الرئيسي عبارة عن سمكة تسمى الفسيخ (سمك بوري مملح ) ومن لا يفضل أكل الفسيخ لقوته المعهودة يكون الاختيار الثاني والأكثر انتشاراً أكل الرنجة بشكل كبير جداً ومكثف في هذا اليوم بالذات.

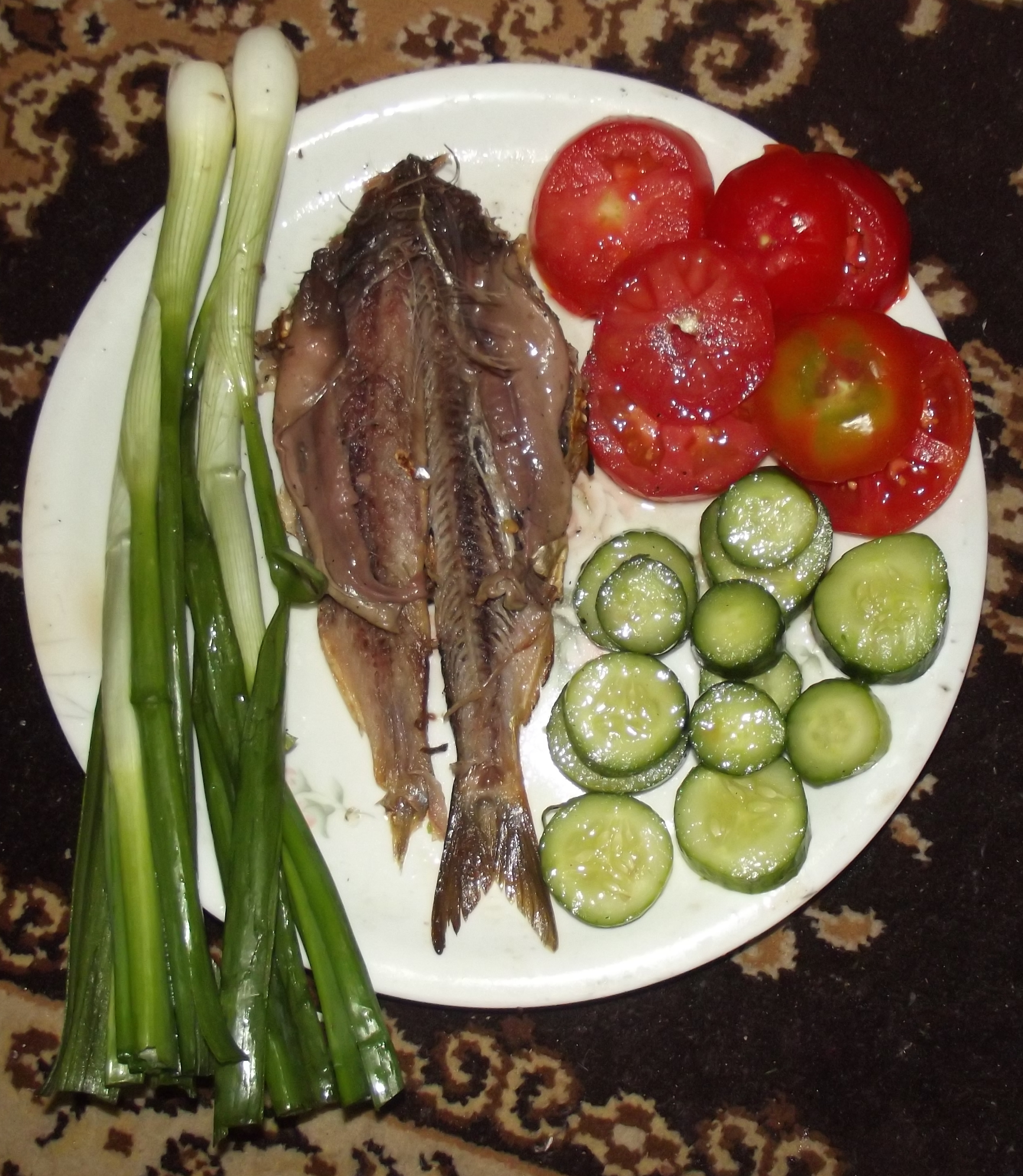
الرنجة المملحة من المطبخ المصري

## أنواع الرنكة
- رنكة أروكانية
- رنكة أطلسية
- رنكة بالاسية

## وصلات خارجية
- مصادر مسؤولة للرنجة
- الرنجة تتواصل بالضرطة من ناشونال جيوغرافيك
- رنجة الأطلسي من معهد أبحاث خليج ماين
- قيمات الرنجة الغذائية